# NGC 4188
NGC 4188 est une galaxie spirale située dans la constellation du Corbeau. NGC 4188 a été découverte par l'astronome américain Ormond Stone en 1886.

## Caractéristiques
Sa vitesse par rapport au fond diffus cosmologique est de 4 657 ± 26 km/s, ce qui correspond à une distance de Hubble de 68,7 ± 4,8 Mpc (∼224 millions d'al).
NGC 4188 présente une large raie HI.